# ゲンナジー・ラグタ
ゲンナジー・ミコラエビッチ・ラグタ（ウクライナ語：Геннадій Миколайович Лагута、1974年8月10日 - 2023年9月17日）は、ウクライナの政治家。ヘルソン市長のイホル・コリキャエフ（Ігор Колихаєв）が率いる政党「Нам тут жити（我々はここで生きる）」党のメンバーである。
2021年10月26日からヘルソン州知事を務めていた。2022年のロシアによるウクライナ侵攻において、ラグタは占領したロシア軍によって2022年4月26日に解任されているが、ウクライナ政府は引き続きラグタを知事として支持していた。

## 経歴
1974年8月10日、ウクライナ・ソビエト社会主義共和国ザポリージャ州ベルジャンスクに生まれた。
1996年にベルジャンスク教育大学を卒業後、民間企業で商務、小売、貿易などの職に就いていた。
2002年10月から2004年1月まで、ヘルソン地域内務省施設で医療、セキュリティ部門の責任者を務めた。
2004年8月から2007年4月まで、警備会社所長代理。
2007年5月から2008年4月まで、ヘルソン地域内務省施設の国家安全保障サービス部門。
2012年5月から2015年3月まで、セキュリティサービス「キャピタルサービス」社の責任者。
2016年4月から8月まで、ヘルソン市議会の市営企業「サービスセンター」の副所長。
2017年10月から2020年12月まで、イホル・コリキャエフ率いる「Нам тут жити」の前身である慈善団体の事務局長。
2019年、コリキャエフがウクライナの最高議会ヴェルホーヴナ・ラーダ議員となり、そのアシスタントを務めた。
2020年12月から2021年10月まで、ヘルソン州議会議員、副議長を務めた。
2021年10月26日、ウクライナ大統領ウォロディミル・ゼレンスキーにより、ヘルソン州知事に任命された。政党「国民の僕」に所属するゼレンスキーが、対立政党に所属するラグタを抜擢した理由として、ラグタが当時ウクライナ国会ヴェルホーヴナ・ラーダ選挙への出馬を予定しており、ゼレンスキー側がその選挙区での勝利を得るためと報じられた。

### 2022年のロシアによるウクライナ侵攻
2022年2月24日、ロシアのウクライナ侵攻が開始された。ヘルソン州は、その時点ですでにロシアの実効支配下にあったクリミアに近く、侵攻当初からの標的となった。ロシアの戦場記者エレナ・コスティチェンコは、ロシアのウクライナ侵攻初日の2月24日、ラグタは職務を放棄し逃亡したと報じた。
2月25日、ラグタはフェイスブックで「ウクライナ軍はヘルソン郊外で激しい戦闘を行い、必死に抵抗したが、残念ながらヘルソンへの交通の制御が失われた」と述べた。
2月28日、ラグタはコザツキーとベセリの住民をノヴァ・カホフカに避難させることを発表した。また、戦闘が続いているタヒャンカの住民を避難させる交渉を行っていると話した。
3月2日、ロシア国防省はヘルソンの中心部を完全に掌握したと発表した。
4月15日、ラグタはベリスラフ地区を訪れ、侵略から解放された集落で電力や水道が復旧していると語った。
4月26日、ロシアの占領軍は、元ウクライナ最高議会議員・元ヘルソン市長のヴォロディーミル・サルドをヘルソン州知事に任命した。以後サルドが事実上の州知事となっているが、ウクライナ政府は引き続きラグタを知事として支持している。また、この擬似的な知事任命に対してヘルソン地方検察庁は刑事手続を開始した。
5月6日、ラグタは、2100人の地元住民が、徒歩と車両で、ドニプロ方面に避難したと述べた。
5月9日、ラグタは、ロシアによる侵攻以降、ヘルソン市の住民の約45％、州の住民の5人に一人が避難したと述べた。また、ロシア軍が人道回廊を許可しなかったため人々は命がけで自ら出ていくことを強いられたこと、ロシア軍による誘拐が州で120件以上にのぼり、その中には地方自治体やコミュニティの長、聖職者、ジャーナリスト、一般市民が含まれていることを述べた。さらに、占領下にあるため、燃料、肥料、除草剤の搬入・販売、水道の供給がままならず、農家が耕作を放棄するよう申し渡されたとも話した。
5月20日、ラグタは現在ムィコラーイウにいると述べた。
7月9日、申請を経て大統領のゼレンスキーにより解任された。
2023年9月17日夜にキーウで死去。49歳没。詳細は明らかにされていないが、病院で死去したとされている。